# ギャングバング

最少人数によるギャングバング

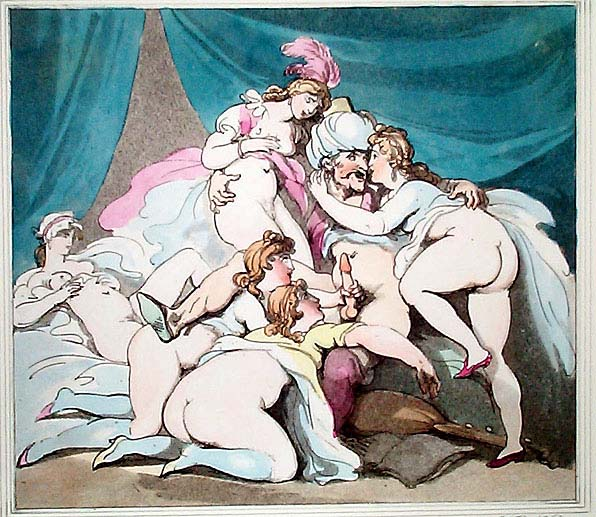
トマス・ローランドソンによる逆ギャングバング（ハーレム）

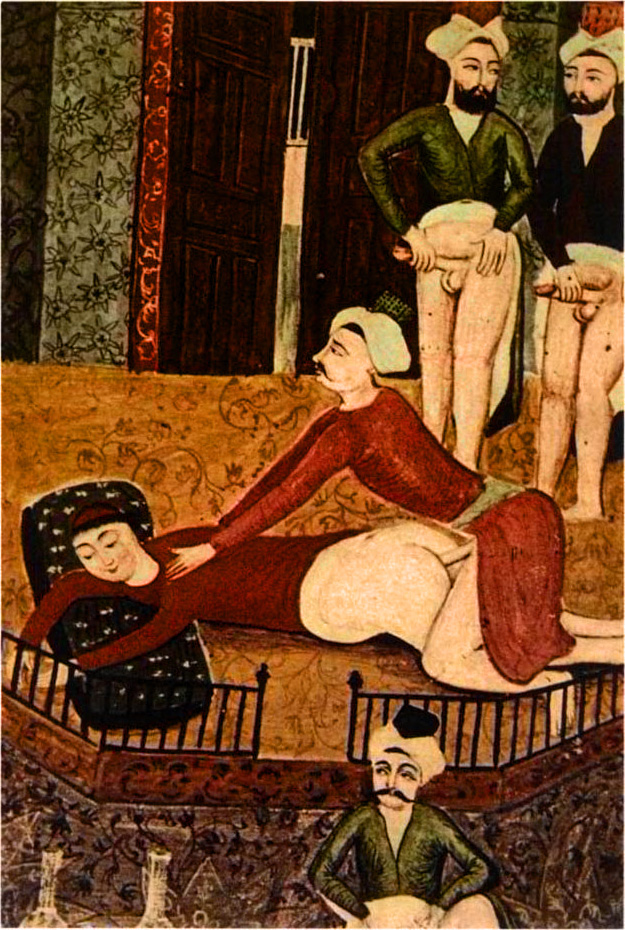
男性同士のギャングバング

ギャングバング（英: Gang bang）とは、1人が中心となって複数の人々と連続的あるいは同時に行なう性行為。一般的には女性が中心となる行為を指す。1人の男性が複数の女性と行なう場合は「逆ギャングバング」と呼ばれることがある。この用語はポルノ映画に関連付けられ、通常は女優が複数の男優と連続してセックスする作品を表わす。ぶっかけは男優陣によって集中的に膣外射精される女優を描く、日本発祥のギャングバングの一種である。合意によらない場合は、特にギャングレイプ（輪姦）とも呼ばれる。

## 実行
大掛かりなギャングバングはポルノ映画会社により後援・撮影されているが、スウィンガーのコミュニティーではギャングバングは珍しいことではない。多くは複数の男性に対して1人の女性という状況であるが、ポルノで見られるような所謂「逆ギャングバング」 (男性が1人で女性が多数)や男性同士のギャングバングも起こり得る。
ギャングバングには参加者の人数による定義はないが、通常は3人以上、10人以上が関わることもある。中心の女性または男性の身体に対する男性参加者の射精がほぼ同時か迅速な連続射精で行なわれるよう演出されている場合は、日本発祥の用語「ぶっかけ」と呼ばれることがある。
ギャングバングは性的行為のほとんどが1人の中心人物に集中して実行されるという点で、乱交と呼ばれるグループセックスとは異なる。

## ポルノ映画
1980年代以降、何本ものギャングバング・ポルノ映画が制作されたが、多くは6人から10数人の男性しか登場していなかった。しかし、延べ251人の男性との連続性交を達成したアナベル・チョン主演の『The World's Biggest Gangbang』（1995年）を嚆矢として、ポルノ業界は一連の映画制作を開始して多くの連続性交新記録を打ち立てた。
これらの映画は興行的に成功したがイベントは公式のものとは言えず、記録更新の主張はしばしば誤解を招いた。ジャスミン・セント・クレアは後にビデオについて「ポルノ業界でこれまでに行われた中でも最大のペテンの1つ」で「効果的に配置され撮影された」約30人の男性のうち、実際にカメラの前で性行為を演じることができたのは10人に過ぎなかった、と暴露した。

### 記録一覧
※これらの記録は前述の通り主催者側の主張に過ぎない。
1. サブリナ・ジョンソン - 2,000人、2日間、2000年12月28日-29日[8][9][10]
2. リサ・スパークス - 919人、1日、2004年10月16日[11]
3. パトリシア - 898人、1日、2004年10月16日[11]
4. マリアンナ・ロキータ - 759人、1日、2003年11月14日[12]
5. キャンディ・アップルズ - 742人、1日、1999年10月9日[13][14]
6. クラウディア・フィギュラ - 646人、1日、2002年2月10日[15]
7. マヤラ・ロドリゲス（マヤラ名義） - 633人、1日、2002年2月10日[15]
8. ヒューストン - 620人、1日、1999年2月6日[9]
9. スパンタニアス・エクスタシー - 551人、1日、1998年[9]
10. ジャスミン・セント・クレア - 300人、1日、1996年[7]
11. アナベル・チョン - 251人、1日、1995年1月19日[16]

アナルのみ
1. ヴィクトリア・ギブンズ - 101人、1日、2004年10月23日[17]
2. ブルック・アシュレイ - 50人、2日間、1998年3月[18]